# Jubulaceae
Famille
Les Jubulaceae sont une famille de plantes de la division des Hépatiques (ou Marchantiophytes) et de l'ordre des Porellales.

## Description
Les trois familles des Frullaniaceae, des Jubulaceae et des Lejeuneaceae (regroupées dans le sous-ordre des Jubulineae) partagent plusieurs caractères morphologiques, notamment les feuilles divisées en deux (ou trois) parties : lobe, lobule (et stylet), les périanthes à bec, le sporophyte enfermé dans un vrai calyptre pédonculé, la paroi bistrée de la capsule, et les élatères alignés verticalement qui sont attachés aux sommets des valves.
Les Frullaniaceae peuvent être différenciées des Jubulaceae par une pigmentation secondaire généralement évidente, souvent rougeâtre, des feuilles initiales de branches trifides ou bifides et des spores avec des protubérances en forme de rosette. Chez les Jubulaceae, les plantes sont molles et sans pigmentation secondaire (donc généralement vert terne à brun pâle), les feuilles initiales des branches sont petites, subtriangulaires et jamais tri- ou bifides, et les spores ne présentent pas de protubérances en rosette.

## Systématique
La famille des Jubulaceae est attribuée au botaniste allemand Hugo Erich Meyer von Klinggräff qui l'a décrite en 1858 initialement sous le nom Jubuleae. Jubula est le genre type.
La famille des Frullaniaceae Lorch a parfois été placée en synonyme des Jubulaceae,.

## Liste des genres
Trois genres sont acceptés,, :
- Jubula Dumort.
- Neohattoria Kamim.
- Nipponolejeunea S.Hatt.

Liste des genres (synonymes compris) selon Tropicos (16 janvier 2024) :
- Amphijubula R.M.Schust., 1970
- Hattoria Kamim., 1961
- Jubula Dumort., 1822
- Mylia Léman, 1825
- Neohattoria Kamim., 1962
- Nipponolejeunea S.Hatt., 1944
- Salviatus Gray, 1821
- Salviniella Huebener, 1833
- Schusterella S.Hatt., Sharp & Mizut., 1972
- Steerea S.Hatt. & Kamim., 1971